# Appleby
Appleby város az Amerikai Egyesült Államok Texas államában, Nacogdoches megyében. Lakosainak száma 552 fő (2020. április 1.).

## Népesség
A település népességének változása:

| 2010 | 474 |
| 2020 | 552 |